# Galactia minor
Galactia minor là một loài thực vật có hoa trong họ Đậu. Loài này được W.H.Duncan miêu tả khoa học đầu tiên.